# Višenarodna država
Višenarodna država,  višenacionalna država ili multietnička država je naziv za povijesne i suvremene države koje se prostiru po područjima na kojima stanovništvo čine dva ili više naroda odnosno etničkih skupina s različitim kulturama,  jezicima, te vjeroispovjestima. Višenarodna država suprotnost je etnički homogenoj nacionalnoj državi koja se sastoji od jedne nacije.
Primjeri povijesnih višenarodnih država su Austro-Ugarska, SSSR i Jugoslavija, a suvremeni primjeri su Ujedinjeno Kraljevstvo, Rusija, Iran, Indonezija, Indija, Bosna i Hercegovina itd.